# Helter Skelter (película de 1976)
Helter Skelter es una película para televisión estadounidense de 1976, dirigida por Tom Gries y con actuación de Steve Railsback y George DiCenzo. Está basada en el libro del mismo nombre de Vincent Bugliosi y Curt Gentry y relata los eventos ocurridos en el juicio del asesino intelectual Charles Manson.
En Rotten Tomatoes la película tiene un ranking aprobatorio del 100% basado en 11 reseñas, con un índice de audiencia promedio de 7.3 sobre 10.

## Sinopsis
La película narra los eventos del juicio de Charles Manson, los crímenes cometidos en 1969 y el intento de condenarlo, según la investigación realizada por el fiscal del distrito de Los Angeles Vincent Bugliosi.

## Reparto
- George DiCenzo: Vincent Bugliosi.
- Steve Railsback: Charles Manson.
- Nancy Wolfe: Susan Atkins.
- Marilyn Burns: Linda Kasabian.
- Christina Hart: Patricia Krenwinkel.
- Cathey Paine: Leslie Van Houten.
- Alan Oppenheimer: Aaron Stovitz.
- Rudy Ramos: Danny DeCarlo.
- Jon Gries: William Garretson.
- Marc Alaimo: Phil Cohen.
- Paul Mantee: Sergeant O'Neal.
- David Clennon: Harry Jones.
- Carole Ita White: Big Sal.
- Howard Caine: Everett Scoville.
- Adam Williams: Terrence Milik.
- Jonathan Goldsmith: Hank Charter.
- Robert Ito: Drees Darrin.
- Bart Braverman: George Brewer.